# Curro Malena
Curro Malena (Lebrija, 11 de julio de 1945-Lebrija, 20 de mayo de 2023), nacido como Francisco Carrasco Carrasco, fue un cantaor español.

## Biografía
Curro Malena nació en 11 de julio de 1945 en Lebrija, España, en el seno de una familia gitana de tradición de cante flamenco.
Su carrera profesional comenzó durante el «Festival de Cante Jondo Antonio Mairena», llevado a cabo en la localidad de Mairena del Alcor, donde fue doblemente premiado en 1968 y 1969. Dichas distinciones le brindaron la posibilidad de grabar un disco con el destacado guitarrista Niño Ricardo.
Más tarde se fue a trabajar al tablao de La Cuadra de Sevilla, donde conoció a Antonio Mairena, quien lo apadrinaría artísticamente.
En 1971, ganó el primer premio por soleares en el Concurso Nacional de Córdoba. Actuó también en el programa de Puro y jondo, presentado por TV canal 2.

## Muerte
Curro Malena falleció el 20 de mayo de 2023 en su ciudad natal, a los 78 años.

## Discografía

### Álbumes
- 1969 Curro Malena (LP, álbum)
- 1971 Curro Malena (LP)
- 1971 Yunque Del Cante Gitano (LP, álbum)
- 1973 Estilos (LP, álbum)
- 1974 Juanito Valderrama, Fosforito, Naranjito De Triana, Curro Malena, El Chocolate, Pepe El Culata - El Cante Payo y Gitano (LP, Mono)
- 1974 Poderío Gitano (LP)
- 1974 Curro Malena (LP, álbum)
- 1974 Curro Malena (LP, álbum)
- 1975 El Cante Festero De Curro Malena (LP, álbum)
- 1975 Curro Malena Con La Guitarra De Parrilla De Jerez - Lo Mejor De Curro Malena (LP)
- 1976 Quiero Sembrar Un Camino (LP)
- 1977 El Cante Gitano De Curro Malena (LP, álbum)
- 1977 Curro Malena Con La Guitarra De Pedro Bacán (LP)
- 1978 Soleá Homenaje Al "Niño Gloria" (casete, álbum)
- 1979 Curro Malena (LP y casete)
- 1980 El Turronero, Curro Malena - El Cante Por Bulerias (LP, álbum)
- 1981 Golpe A Golpe De Curro Malena (LP)
- 1986 Antorcha De Oro Del Cante (LP)
- 1988 Manantial Gitano (LP, casete y álbum)
- 1992 Calor De Fragua (CD, álbum)
- 1994 Carbón De Caña (CD)

### Singles & EPs
- 1971 Saetas (7", EP)
- 1973 Me dijo a mí una morena / Dicen que te vas el lunes (7", Single)
- 1973 A mi Dios Se lo pedí / Mi sangre era tuya (7", Single)
- 1974 El gitano cariñoso (7", Single)
- 1976 Tangos del costalero gitano / Por Dios que eso es matarme (7", Single)

### Compilaciones
- 1975 El Cabrero - Cándido De Quintana - Curro Malena - Antonio Suárez - Nueva Frontera Del Flamenco Vol. I (LP, Comp)